# 崔有華
崔有華（韓語：최유화，1985年10月10日—），韓國女演員。

## 影視作品

### 電視劇
- 2010年：KBS《Drama Special－偉大的桂春彬》
- 2011年：MBC《我的公主》飾演 姜瑄雅
- 2012年：SBS《拜託了，機長》飾演 空乘人員
- 2017年：JTBC《青春時代2》特別出演 文孝珍
- 2018年：KBS《Suits》飾演 再伊
- 2018年：OCN《Mistresses》飾演 陳惠琳
- 2018年：JTBC《Life》飾演 崔瑞賢
- 2019年：OCN《臨時制先生》飾演 車賢貞
- 2020年：MBN《我的危險妻子》飾演 陳善美
- 2021年：KBS《月升之江》飾演 海慕蓉
- 2022年：KBS2《魔咒的戀人》飾演 預言巫女（特別出演）
- 2023年：SBS《全國死刑公投》飾演 蔡度熙
- 2024年：MBC《夜晚開的花》飾演 白氏（特別出演）
- 2024年：MBC《如此親密的背叛者》飾演 金成熙

### 電影
- 2012年：《愛情小說》飾演 敏智
- 2013年：《我愛你! 真英（朝鲜语：사랑해! 진영아）》飾演 金子英
- 2015年：《如此美好》飾演 正惠
- 2016年：《没有秘密（朝鲜语：비밀은 없다）》飾演 孫素拉
- 2016年：《最壞的一天》飾演 賢景
- 2016年：《密探》飾演 金史熙
- 2018年：《摔跤選手（朝鲜语：레슬러 (영화)）》特別出演 嚴惠姃
- 2019年：《鳳梧洞戰役》飾演 林姿賢
- 2019年：《老千：獨眼傑克》飾演 馬丹娜

### MV
- 2015年：李相昆(Noel)&韓昇延(Kara)《From Now》
- 2016年：Cosmic

## 外部連結
- 崔有華的X（前Twitter）
- 崔有華的Facebook專頁
- 崔有華的Instagram帳戶
- 崔有華在NAVER上的资料
- 崔有華在Daum上的资料